# Eurovision Song Contest 1994
Eurovision Song Contest 1994 là cuộc thi Ca khúc truyền hình châu Âu thứ 39. Cuộc thi diễn ra ở thành phố Dublin, thủ đô của Ireland. 

## Chung kết
| STT | Quốc gia             | Ngôn ngữ          | Nghệ sĩ                                      | Bài hát                       | Vị trí | Điểm số |
| --- | -------------------- | ----------------- | -------------------------------------------- | ----------------------------- | ------ | ------- |
| 01  | Thụy Điển            | Tiếng Thụy Điển   | Marie Bergman Và Roger Pontare               | "Stjärnorna"                  | 13     | 48      |
| 02  | Phần Lan             | Tiếng Phần Lan    | CatCat                                       | "Bye Bye Baby"                | 22     | 11      |
| 03  | Ireland              | Tiếng Anh         | Paul HarringtonVàCharlie McGettigan          | "Rock 'n' Roll Kids"          | 1      | 226     |
| 04  | Síp                  | Tiếng Hy Lạp      | Sertab Erener                                | "Είμαι άνθρωπος κι εγώ"       | 11     | 51      |
| 05  | Iceland              | Tiếng Iceland     | Sigga Beinteins                              | "Nætur"                       | 12     | 49      |
| 06  | Anh                  | Tiếng Anh         | Frances Ruffelle                             | "Nek' ti bude ljubav sva"     | 10     | 63      |
| 07  | Croatia              | Tiếng Croatia     | Tony Cetinski                                | "Nek' ti bude ljubav sva"     | 16     | 27      |
| 08  | Bồ Đào Nha           | Tiếng Bồ Đào Nha  | Sara Tavares                                 | "Chamar a música"             | 8      | 73      |
| 09  | Thụy Sĩ              | Tiếng Ý           | Duilio                                       | "Sto pregando"                | 19     | 25      |
| 10  | Estonia              | Tiếng Estonia     | Silvi Vrait                                  | "Nagu merelaine"              | 24     | 2       |
| 11  | România              | Tiếng România     | Dan Bittman                                  | "Dincolo de nori"             | 21     | 14      |
| 12  | Malta                | Tiếng Anh         | Moira StafraceVàChristopher Scicluna         | "More than Love"              | 5      | 97      |
| 13  | Hà Lan               | Tiếng Hà Lan      | Willeke Alberti                              | "Waar is de zon"              | 13     | 24      |
| 14  | Đức                  | Tiếng Đức         | MeKaDo                                       | "Wir geben 'ne Party"         | 3      | 128     |
| 15  | Slovakia             | Tiếng Slovak      | Tublatanka                                   | "Nekonečná pieseň"            | 19     | 15      |
| 16  | Litva                | Tiếng Litva       | Ovidijus Vyšniauskas                         | "Lopšinė mylimai"             | 25     | 0       |
| 17  | Na Uy                | Tiếng Na Uy       | Elisabeth Andreassen Và Jan Werner Danielsen | "Duett"                       | 6      | 76      |
| 18  | Bosna và Hercegovina | Tiếng Bosnia      | Alma Čardžić VàDejan Lazarević               | "Ostani kraj mene"            | 15     | 39      |
| 19  | Hy Lạp               | Tiếng Hy Lạp      | Costas Bigalis                               | "Το τρεχαντήρι"               | 14     | 44      |
| 20  | Áo                   | Tiếng Đức         | Petra Frey                                   | "Für den Frieden der Welt"    | 17     | 19      |
| 21  | Tây Ban Nha          | Tiếng Tây Ban Nha | Alejandro Abad                               | "Ella no es ella"             | 18     | 17      |
| 22  | Hungary              | Tiếng Hungary     | Friderika Bayer                              | "Kinek mondjam el vétkeimet?" | 4      | 122     |
| 23  | Nga                  | Tiếng Nga         | Youddiph                                     | "Вечный странник"             | 9      | 70      |
| 24  | Ba Lan               | Tiếng Ba Lan      | Edyta Górniak                                | "To nie ja!"                  | 2      | 166     |
| 25  | Pháp                 | Tiếng Pháp        | Nina Morato                                  | "Je suis un vrai garçon"      | 7      | 74      |